# Long Wave
Long Wave es el segundo álbum de estudio del músico británico Jeff Lynne, publicado en octubre de 2012 por el sello discográfico Frontier Records.
El álbum, el primero en veintidós años desde la publicación de Armchair Theatre en 1990, contiene versiones de canciones que influyeron la composición de Lynne durante su infancia en Birmingham y fue grabado entre 2010 y 2012, de forma paralela a un proyecto de nuevas versiones de clásicos de su anterior grupo, Electric Light Orchestra, bajo el título de Mr. Blue Sky: The Very Best of Electric Light Orchestra.
Tras su publicación, Long Wave debutó en el séptimo puesto de la lista de discos más vendidos del Reino Unido y en el primer puesto de la lista de discos independientes del país, así como en el puesto 133 de la lista estadounidense Billboard 200.

## Trasfondo
Lynne comentó sobre la grabación de Long Wave: «Titulé a este disco Long Wave porque todas las canciones que canto en él son las que escuchaba en la radio cuando era un niño creciendo en Birmingham. Estas canciones me llevan a ese sentimiento de libertad en aquellos días y resumen el sentimiento de escuchar por primera vez aquellas ondas musicales llegando a mi viejo set de cristal. Mi padre también tenía la radio encendida todo el tiempo, de modo que estas canciones habían estado en mi mente durante cincuenta años. Puedes imaginar lo bien que me siento al sacarlas de mi cabeza después de todos estos años».

## Lista de canciones
| N.º | Título                               | Escritor(es)                                   | Duración |  |
| 1.  | «She»                                | Charles Aznavour, Herbert Kretzmer             | 2:41     |  |
| 2.  | «If I Loved You»                     | Richard Rodgers, Oscar Hammerstein II          | 2:21     |  |
| 3.  | «So Sad (to Watch Good Love Go Bad)» | Don Everly                                     | 2:33     |  |
| 4.  | «Mercy Mercy»                        | Don Covay, Ronald Dean Miller                  | 2:53     |  |
| 5.  | «Running Scared»                     | Roy Orbison, Joe Melson                        | 2:10     |  |
| 6.  | «Bewitched, Bothered and Bewildered» | Richard Rodgers, Lorenz Hart                   | 2:20     |  |
| 7.  | «Smile»                              | Charlie Chaplin, John Turner, Geoffrey Parsons | 2:32     |  |
| 8.  | «At Last»                            | Mack Gordon, Harry Warren                      | 2:34     |  |
| 9.  | «Love Is a Many-Splendored Thing»    | Sammy Fain, Paul Francis Webster               | 2:30     |  |
| 10. | «Let It Rock»                        | Chuck Berry                                    | 1:52     |  |
| 11. | «Beyond the Sea»                     | Jack Lawrence, Charles Trénet                  | 2:53     |  |

## Posición en listas
| Año  | Lista          | Posición más alta |
| ---- | -------------- | ----------------- |
| 2012 | Alemania       | 83                |
| 2012 | Estados Unidos | 133               |
| 2012 | Países Bajos   | 74                |
| 2012 | Reino Unido    | 7                 |
| 2012 | Suecia         | 24                |
| 2012 | Suiza          | 64                |